# Mænd der hader kvinder (film)
 Denne artikel omhandler filmen. For bogen der ligger til grund for filmen, se Mænd der hader kvinder.
Mænd der hader kvinder er en svensk spillefilm baseret på den svenske forfatter Stieg Larssons kriminalroman "Mænd der hader kvinder". Filmen er produceret af det svenske filmselsskab Yellowbird i samarbejde med Sveriges Television, Nordisk Film og ZDF Enterprises.
Den danske instruktør Niels Arden Oplev har instrueret og den er skrevet af Nikolaj Arcel og Rasmus Heisterberg. Arden begyndte optagelserne i foråret 2008 og filmen havde premiere i de skandinaviske lande 27. februar 2009.
Filmen modtog i 2011 en BAFTA Award for bedste udenlandske film.
Siden er filmen blevet efterfulgt af Pigen der legede med ilden og Luftkastellet der blev sprængt, samt genindspillet i USA under titlen The Girl with the Dragon Tattoo.

## Synopsis
Da den kendte erhvervsjournalist Mikael Blomkvist bliver idømt en fængselsstraf for bagvaskelse efter at have afdækket en påstået finansskandale, bliver han samtidig kontaktet og tilbudt et job af Henrik Vanger, tidligere direktør for en af Sveriges store industrikoncerner. Han får til opgave at løse en af familien Vangers store mysterier – men ikke alene. For han får hjælp af Lisbeth Salander, en umyndiggjort ung kvinde, tatoveret og piercet. Hun er en fremragende researcher og en af landets bedste hackere. Sammen graver de dybt i familien Vangers fortid og følger de blodige spor, som fører dem frem til en rystende virkelighed.[kilde mangler]

## Personer
Romanens mandlige hovedperson er Mikael Blomkvist. Han er 43 år, journalist og medejer af tidskriftet Millennium. Han er i et frit forhold med sin redaktør og medejer Erika Berger. Erika er jævnaldrende med Mikael og gift med Greger Backman. Han kender udmærket til Erikas forhold med Mikael, hvilket dog ikke generer ham.
Romanens kvindelige hovedperson er Lisbeth Salander. Hun er 24 år og arbejder som researcher for firmaet Milton Security, der har speciale inden for personundersøgelse. Hun er desuden en af Sveriges bedste hackere.
Lisbeths arbejdsgiver er den 56-årige Dragan Armanskij, som er sikkerhedschef for Milton Security. Lisbeth er umyndiggjort og har igennem hele sit liv haft den 64-årige Holger Palmgren som sin formynder. Efter en hjerneblødning får Lisbeth i stedet den 50-årige advokat Nils Bjurman som sin advokat.
Henrik Vanger er 82 år, pensioneret og tidligere administrerende direktør for Vangerkoncernen. De sidste 40 år har han sammen med sin 68-årige ven og advokat Dirch Frode forsøgt at opklare mysteriet om sin brors barn Harriet Vangers forsvinden. Harriet forsvandt 40 år tidligere til en familiesammenkomst, da hun var 16 år. Hendes bror, Martin Vanger, er nu administrerende direktør for Vangerkoncernen.

## Medvirkende
- Michael Nyqvist – Mikael Blomkvist
- Noomi Rapace – Lisbeth Salander
- Sven-Bertil Taube – Henrik Vanger
- Ingvar Hirdwall – Dirch Frode
- Lena Endre – Erika Berger
- Peter Haber – Martin Vanger
- Peter Andersson – Nils Bjurman